# Рюдниц
Рюдниц (нем. Rüdnitz) — община в Германии, в земле Бранденбург.
Входит в состав района Барним. Подчиняется управлению Бизенталь-Барним.  Население составляет 1899 человек (на 31 декабря 2010 года). Занимает площадь 13,79 км².
| Год  | Население |
| ---- | --------- |
| 2005 | 1882      |
| 2010 | 1839      |